# 素女经

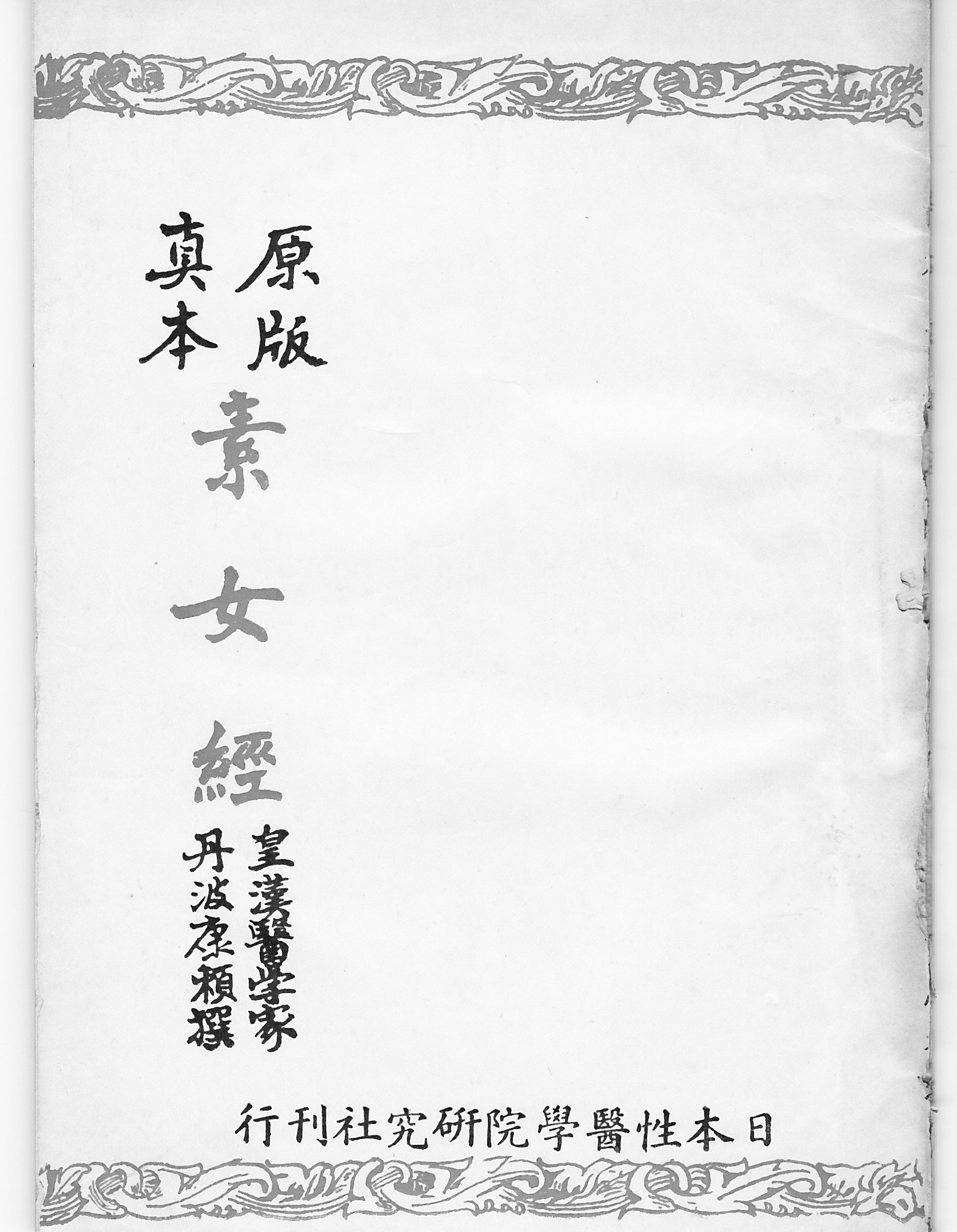
1920年日本出版的《素女經》

《素女經》，中國關於房中術的古代作品，在漢朝已經非常著名，成書在漢朝之前，傳說作者為黃帝時代的素女。
此書在唐朝之後失傳。982年，日本人丹波康賴在他編成的《醫心方》一書中收錄了此書，現今《素女經》發行本即為日本收藏本。

## 概述
黃帝時代有三個神女，分别是素女、玄女和采女，三姐妹用性理論和身體向黃帝傳授房中術，其中素女擅長音樂，著有《素女經》。
全書可分為兩大部份，一大部份講性交的方法，〈七損〉〈八益〉〈九法〉共有24招；另一部份論調情技巧，〈五徵〉、〈五欲〉、〈十動〉，其中對男女雙方的解說都很扼要。
主要講述房中術和養生須知。包含體位、技巧、季節、心理學、懷孕方法、性科學理論等多方面内涵。其中提及“愛樂”，主張男女雙方情同意和才能做愛，否則對身體有害。

## 註解
1. ↑  漢朝張衡《同聲歌》在描述男女洞房之夜時，寫道：“素女為我師，儀態盈萬方”。[參⁠ 1]
2. ↑  如：面赤、乳堅、鼻汗、咽乾吞液、陰道濕、臀部出汗……等。[參⁠ 3]
3. ↑   註:

## 相關
- 欲經

## 外部連結
- 《素女經》－中國哲學書電子化計劃 （页面存档备份，存于）
- 中醫大典－《醫心方》〈卷第二十八至理第一〉〈卷第二十八養陽第二〉 （页面存档备份，存于）